# Крајпуташи крај гробља у Озрему
Крајпуташи крај гробља у Озрему (општина Горњи Милановац) налазе се на прилазу сеоском гробљу, у непосредној близини пута за Рајац. Подигнути су војницима изгинулим у Јаворском рату. Сва четири споменика су оштећена у великој мери.

## Опис
Споменици су истог облика и приближних димензија. По остацима испупчења на темену стуба може се претпоставити да су имали камене покривке. Клесана декорација састоји се из умножених крстова у плитком рељефу. Због великих оштећења, сачувани су само фрагменти натписа.

## Материјал, димензије, стање
Стубови су исклесани од крупнозрног, непостојаног "врановачког" камена, који се под утицајем атмосферилија у великој мери круни и осипа. Висина варира око 120 cm. Сви споменици су у веома лошем стању, нарочито први, најближи путу.

## Епитафи
Сачувани су само фрагменти текстова.

### Први споменик
У потпуности оштећен.

### Други споменик
На левој бочној страни разазнаје се: ОВАЈ / СПОМЕН / ПОДИЖЕ / МУ ЉУБИ / САВ СИН / ЊЕГОВ И / БОЈКО Ј / КОВАЧЕВИЋ.

### Трећи споменик
Најбоље очуван. На предњој страни уклесан је текст епитафа: СПОМЕН / ЈЕВРЕМА / ЈОКСИЋА ИЗ / ОЗРЕМА ВОЈ / НИКА II КЛА / СЕ КОИ ПОЖИ / ВИ40 Г А ПО / ГИБЕ У РАТУ / НА КЛАДНИ / ЦИ...../......
На левој бочној страни назире се текст: "Овај спомен подиже му његова жена Марија Ж 22. г. јула 1887. г."

### Четврти споменик
Текст епитафа на предњој страни потпуно је руиниран. На левој бочној страни, уз велики напор, чита се: ОВАЈ / СПОМЕН / ПОДИЖЕ / МУ ЊЕГОВ / СИН..... / СТАР ЈОК / СИЋ 30 СЕП / ТЕМБРА / 1883.Г.